# جنگان، صابرآباد

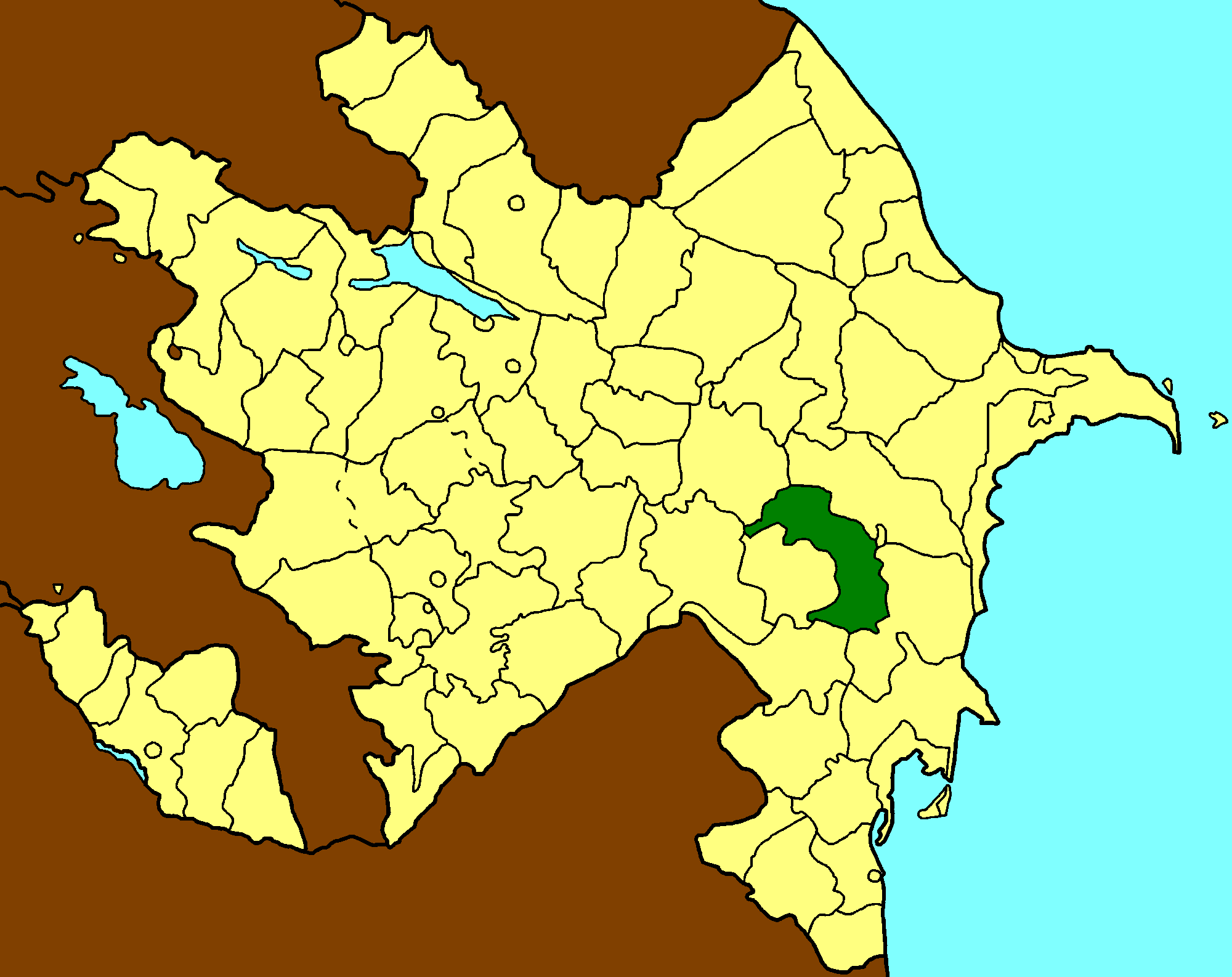
صابر آباد

جنگان (به لاتین: Cəngan) یک منطقه مسکونی در جمهوری آذربایجان است که در شهرستان صابرآباد واقع شده است. جنگان ۱۸۵۳ نفر جمعیت دارد.